# O'ver
「O'ver」（オーヴァー）は、EXILEの13枚目のシングル。2003年11月27日にrhythm zoneから発売。

## 概要
前作「ki・zu・na」から1週間ぶりのシングル。4週連続リリースの第4弾。
ジャケット写真はメンバーのMATSUがプロデュースした。

## 収録曲
1. O'ver [4:58]
作詞：SHUN / 作曲：菊池一仁 / 編曲：長岡成貢
  - 日本テレビ系『AX MUSIC-TV』MUSIC BANK
  - 日本テレビ系『汐留スタイル!』Stylish Play
2. O'ver（Winter version）[3:06]
編曲：岩戸崇
3. O'ver（Instrumental）

## 収録アルバム
- EXILE ENTERTAINMENT（＃1）
- PERFECT BEST
  - SELECT BEST（＃1）

## カバー
- K ONE「公主陛下」（2005年）